# GW170818
GW170818 est le nom du signal attribué à une observation directe d’ondes gravitationnelles annoncée le 30 novembre 2018. La détection a été faite le 18 août 2017 à 2 h 25 min 9,1 s UTC sur les deux sites américains jumeaux LIGO construits en Louisiane et dans l’État de Washington et par l'observatoire européen Virgo localisé près de Pise.
Le signal est issu de la fusion d'un trou noir binaire. Les deux trous noirs de masses respectives d'environ 35,5 et 
26,8 masses solaires ont fusionné en un trou noir de 59,8 masses solaires.
| Masse trou noir 1                            | 35,5+7,5 −4,7 {\displaystyle M_{\odot }}     |
| Masse trou noir 2                            | 26,8+4,3 −5,2 {\displaystyle M_{\odot }}     |
| Masse finale                                 | 59,8+4,8 −3,8 {\displaystyle M_{\odot }}     |
| Énergie rayonnée par ondes gravitationnelles | 2,7+0,5 −0,5 {\displaystyle M_{\odot }c^{2}} |
| Pic de luminosité                            | 3,4+0,5 −0,7 × 1056 erg.s−1                  |
| Distance de la source                        | 1 020+430 −360 Mpc                           |
| Redshift de la source                        | 0,20+0,07 −0,07                              |
| Spin du trou noir final                      | 0,67+0,07 −0,08                              |